# Onderwijsgemeenschap Venlo en Omstreken
Onderwijsgemeenschap Venlo en Omstreken (OGVO) is een onderwijsstichting in de Nederlandse gemeente Venlo. Het functioneert als een overkoepelend orgaan voor middelbare scholen in Venlo en omgeving.

## Geschiedenis
Eind jaren 1990 waren inhoudelijke, financiële en organisatorische veranderingen in het voortgezet onderwijs gaande, welke in de zomer van 1996 tot de oprichting van de OGVO leidden.
Tot die tijd waren er negen scholen met zeven besturen in de gemeente Venlo. Enkele jaren na de oprichting van de OGVO was het onderwijs verdeeld over het Blariacumcollege, College Den Hulster en het Valuascollege.
In de jaren 2010 is de stichting herhaaldelijk in opspraak geraakt. In februari 2019 kreeg het bestuur een slechte beoordeling van de onderwijsinspectie. De in januari van dat jaar aangestelde bestuurder werd belast met het uitvoeren van diverse hersteloperaties die de kwaliteit moesten verhogen, maar zijn aanpak leidde tot wrevel bij het personeel. Door aanhoudende verschillen van inzicht stapten alle vijf campusdirecteuren op. De problemen leidden tot vragen in de Tweede Kamer. Een van de problemen was dat de scholenkoepel docenten meer uren liet werken dan hun contracturen.
In 2022 zorgde een motie van wantrouwen van de directie en de medezeggenschapsraad ervoor dat de bestuurder vertrok. Medio 2022 werd een nieuwe interim-bestuurder aangesteld. Het plan om de leerlingeninstroom anders te verdelen, stuitte op weerstand bij de gemeente, omdat dit plan niet in lijn zou zijn met de samenwerkingovereenkomst tussen gemeente en OVGO.

## Samenwerkingen
De OGVO werkt samen met Brightlands Venlo om leerlingen al tijdens het profielwerkstuk kennis te laten maken met het bedrijfsleven.
Tevens werkt de onderwijskoepel samen met de gemeente Venlo, GGD Noord- en Midden-Limburg en het Actiecentrum Limburg Positief Gezond om de leerlingen bewuster te maken van de noodzaak tot gezondheid en een gezonde leefstijl. De actie richt zich op gezonde voeding en voldoende lichaamsbeweging. Hierbij wordt samengewerkt met Sportpark Vrijenbroek en zwembad De Wisselslag.